# Grupo monstruo
En el área del álgebra moderna conocida como teoría de grupos, el grupo monstruo M  (también conocido como el monstruo Fischer–Griess, o el Gigante Amistoso) es un grupo simple esporádico de orden
   246·320·59·76·112·133·17·19·23·29·31·41·47·59·71
= 808,017,424,794,512,875,886,459,904,961,710,757,005,754,368,000,000,000
≈ 8×1053.
Los grupos simples finitos han sido completamente clasificados.  Cada uno de estos grupos pertenece a una de 18 familias infinitas contables, más 26 grupos esporádicos que no siguen un patrón tan sistemático. El grupo de monstruo es el más grande de estos grupos esporádicos y contiene todos excepto seis de los otros grupos esporádicos como subcocientes.  Robert Griess ha llamado a estas seis excepciones «parias», y refiere a los otros 20 como la familia feliz.